# Berillio-8
Il berillio-8 è un isotopo del metallo berillio. È un isotopo instabile con 4 neutroni e decade rapidamente in due nuclei di elio-4, ovvero due particelle alfa. È un nuclide cruciale nella nucleosintesi stellare, perché è un tramite nella produzione del carbonio-12 nel noto processo tre alfa.
| Controllo di autorità | GND (DE) 4592994-4 |